# Fernando Dias
Fernando Dias (23. prosinca 1992.) je zelenortski rukometaš. Nastupa za klub Boa-Hora i zelenortsku reprezentaciju.
Natjecao se na Svjetskom prvenstvu u Egiptu 2021., gdje je reprezentacija Zelenortske Republike završila na posljednjem, 32. mjestu.